# Доскейский сельский округ
Доске́йский се́льский окру́г (каз. Доскей ауылдық округі) — административная единица в составе Бухар-Жырауского района Карагандинской области Казахстана. Административный центр — село Доскей.

## Состав
| № | Населённый пункт | Тип населённого пункта       | Код КАТО  | Географические координаты       | Население, чел. (2021 г.) |
| - | ---------------- | ---------------------------- | --------- | ------------------------------- | ------------------------- |
| 1 | Аккудык          | село, упразднено             | 354031102 | 49°50′17″ с. ш. 73°23′15″ в. д. | —                         |
| 2 | Доскей           | село, административный центр | 354031100 | 50°08′37″ с. ш. 72°48′02″ в. д. | ↗4081                     |
| 3 | Трудовое         | село                         | 354031400 | 49°49′53″ с. ш. 73°14′04″ в. д. | ↗335                      |

## Население
| Численность населения | Численность населения | Численность населения | Численность населения |
| 1989                  | 1999                  | 2009                  | 2021                  |
| --------------------- | --------------------- | --------------------- | --------------------- |
| 4901                  | ↗5116                 | ↘4348                 | ↗4416                 |